# بحيرة دو بورجيه
بحيرة دو بورجيه هي بحيرة تقع عند نهاية جبال جورا في إقليم سافوا،فرنسا.